# USS Theodore Roosevelt (CVN-71)
«Теодор Рузвельт» (англ. USS Theodore Roosevelt (CVN-71)) — авіаносець ВМФ США, четвертий побудований в класі авіаносців «Німіц». Назву отримав на честь 26-го  президента США  Теодора Рузвельта.
Авіаносець «Теодор Рузвельт» був закладений 31 жовтня 1981 р., був спущений на воду 27 жовтня 1985 р. та введений до складу флоту 25 жовтня 1986 р. Вартість побудови склала приблизно 4,5 мільярдів  доларів США.
Через великий обсяг вироблених модернізацій та змін між першими трьома авіаносцями класу «Німіц» і «Теодором Рузвельтом», та наступними, деякі експерти вважають що з'явився новий клас авіаносців «Теодор Рузвельт», але офіційно такого класу не існує.

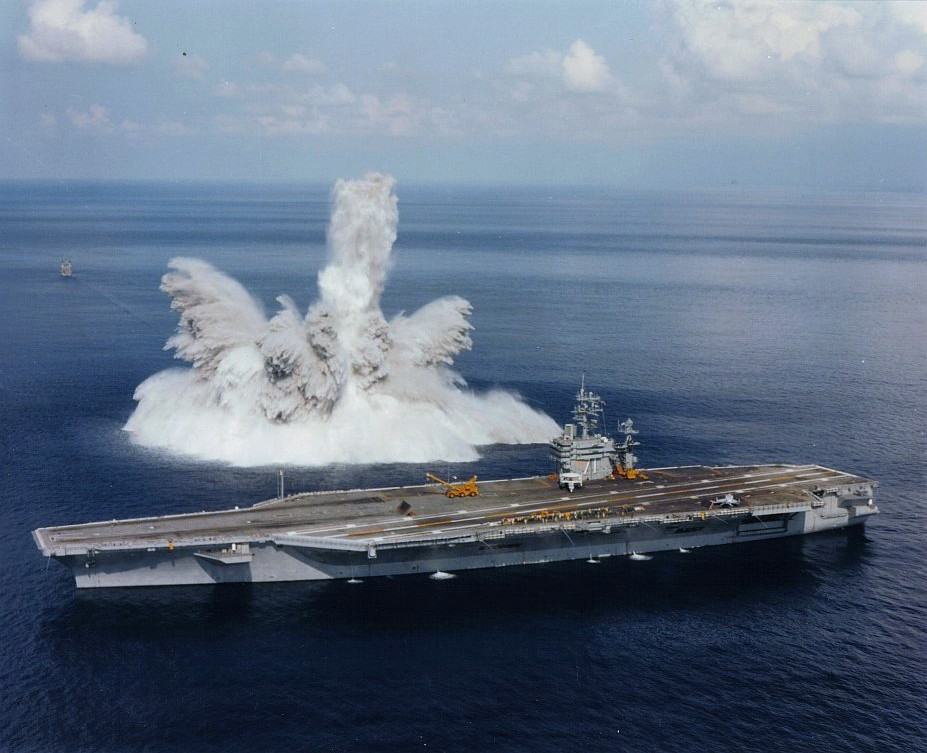
Тест авіаносця на витримування підводного вибуху, 17 вересня 1987

Авіаносець брав найактивнішу участь в операції «Буря в пустелі», з борту авіаносця було здійснено 4200 бойових вильотів, було використано більше 2000 тонн боєприпасів, більше ніж будь-який інший авіаносець брав участь в операції.
У 1999 р. корабель брав участь у операції  НАТО проти Югославії.
У 2007 р. «Теодор Рузвельт» пройшов плановий 9-місячний ремонт і модернізацію та повернувся до бази 27 листопада 2007 р.
«Теодор Рузвельт» та авіакрило CVW-8 брали участь в міжнародних навчаннях 08-4 «Operation Brimstone» біля узбережжя штату Північна Кароліна в період з 21 липня по 31 липня 2008 року. Британський авіаносець HMS «Ark Royal», десантний корабель «Iwo Jima» з відповідними підрозділами та фрегат ВМС Бразилії «Greenhalgh» (F-46) і французький підводний човен «Amethyste» (S 605) також взяли участь у заході.
8 вересня 2008 авіаносець з авіакрилом CVW-8 залишили Норфолк для запланованого розгортання на Близькому Сході. 4 жовтня 2008 р. корабель зупинився в Кейптауні, Південна Африка. У зв'язку з поганими погодними умовами, приблизно половина з екіпажу судна не змогла зійти на берег. Корабель зробив чотири наступних зупинки у порті Джебель-Алі, ОАЕ, в тому числі під час різдвяних свят. Авіакрило CVW-8 та «Теодор Рузвельт» підтримували операції «Enduring Freedom» і здійснили понад 3100 бойових вильотів і скинули більше 59 500 фунтів боєприпасів, забезпечуючи безпосередню авіаційну підтримку Міжнародних сил сприяння безпеці в Афганістані.
21 березня 2009 р. «Теодор Рузвельт» був змінений на бойовому чергуванні авіаносцем «Дуайт Ейзенхауер». Корабель повернувся в Норфолк 18 квітня.
26 серпня 2009 р. оборонний підрядник Northrop Grumman отримав контракт на капітальний ремонт і дозаправляння (RCOH) авіаносця «Теодора Рузвельта» коштом 2,43 мільярда доларів, який має завершитися до лютого 2013 р..

## Епідемія коронавірусу
У березні 2020 року серед екіпажу авіаносця поширилося захворювання COVID-19.
30 березня на борту було лише 100 інфікованих, але вже на наступний день кількість інфікованих зросла до 673. На кораблі немає умов, щоб ізолювати епікаж, для цього недостатньо приміщень, крім того, під час несення служби, екіпаж має контактувати між собою.
31 березня капітан авіаносця Брет Крозьєр написав лист до Міністерства оборони США з проханням вжити заходів, оскільки серед моряків пошируюється коронавірус.